# Mostóvaia (Vólogda)
|  | Per a altres significats, vegeu «Mostóvaia». |

Mostóvaia (en rus: Мостовая) és un poble de l'óblast de Vólogda, a Rússia. En el cens del 2010 tenia 12 habitants.